# Stenocorus univittatus
Stenocorus univittatus är en skalbaggsart som beskrevs av Edmund Reitter 1913. Stenocorus univittatus ingår i släktet Stenocorus och familjen långhorningar.
Artens utbredningsområde är Kazakstan. Inga underarter finns listade i Catalogue of Life.